# Gran Premio Industria e Artigianato 1997
Il Gran Premio Industria e Artigianato 1997, trentunesima edizione della corsa e ventunesima con questa denominazione, si svolse il 3 maggio su un percorso di 251,4 km, con partenza e arrivo a Larciano. Fu vinto dall'italiano Gianni Faresin della Mapei-GB davanti ai suoi connazionali Francesco Casagrande e Valentino Fois.

## Ordine d'arrivo (Top 10)
| Pos. | Corridore            | Squadra                 | Tempo    |
| ---- | -------------------- | ----------------------- | -------- |
| 1    | Gianni Faresin       | Mapei-GB                | 6h27'38" |
| 2    | Francesco Casagrande | Saeco                   |          |
| 3    | Valentino Fois       | Mapei-GB                |          |
| 4    | Luca Mazzanti        | Refin-Mobilvetta Design |          |
| 5    | Nicola Miceli        | Aki-Safi                |          |
| 6    | Francesco Casagrande | Saeco                   |          |
| 7    | Felice Puttini       | Refin-Mobilvetta Design |          |
| 8    | Andrea Patuelli      | Amore & Vita-Forzarcore |          |
| 9    | Manuel Scopsi        | Ros Mary                |          |
| 10   | Angelo Citracca      | Kross-Montanari         |          |